# Liste der Monuments historiques in Pléneuf-Val-André
Die Liste der Monuments historiques in Pléneuf-Val-André führt die Monuments historiques in der französischen Gemeinde Pléneuf-Val-André auf.

## Liste der Bauwerke
| Bezeichnung             | Beschreibung | Standort                      | Kennzeichnung | Schutzstatus | Datum | Bild |
| ----------------------- | ------------ | ----------------------------- | ------------- | ------------ | ----- | ---- |
| Villa Les Pommiers      |              | 17, rue Robert Surcouf (Lage) | PA00135255    | Inscrit      | 1995  |      |
| Cairn von Ville Pichard |              | La Ville-Pichard (Lage)       | PA00089416    | Classé       | 1965  |      |

## Liste der Objekte
- Monuments historiques (Objekte) in Pléneuf-Val-André in der Base Palissy des französischen Kultusministeriums